# Pibgorn

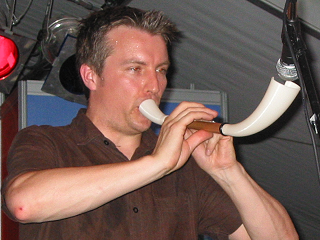
Gafin Morgan tocando un pibgorn de plástico.

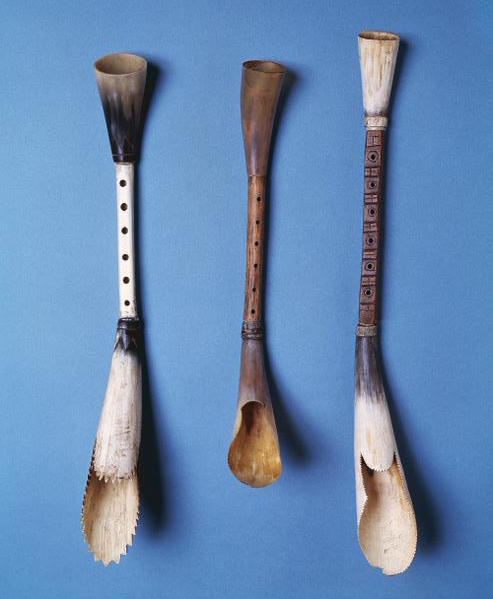
Pibgorns de Gales del.

El pibgorn, también conocido como cornicyll o pib-corn es un instrumento musical de viento procedente de Gales. Consta de una lengüeta de saúco similar a la de la gaita y precursora de la del clarinete. Tradicionalmente, el cuerpo del instrumento se talla de un solo hueso o trozo de madera. El pibgorn puede ir unido a una bolsa, en cuyo caso recibe el nombre de gaita galesa (en galés: pibau cŵd), o tocarse directamente con la boca.